# كوينتو دي تريفيزو
كوينتو دي تريفيزو (بالإيطالية: Quinto di Treviso)‏ هي بلدية في مقاطعة تريفيزو بمنطقة فنيتة، شمال إيطاليا. تقع على بعد 25 كيلومترًا (16 ميلًا) شمال غرب مدينة البندقية، و7 كيلومترات (4 ميل) جنوب غرب تريفيزو.